# Ray Manzarek

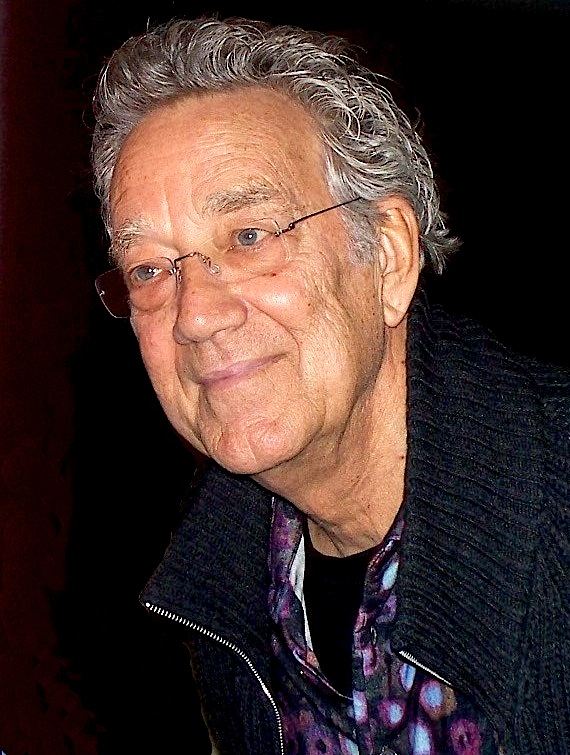
Ray Manzarek (2007)

Raymond Daniel „Ray“ Manzarek (eigentlich Raymond Manczarek; * 12. Februar 1939 in Chicago, Illinois, USA; † 20. Mai 2013 in Rosenheim, Deutschland) war ein US-amerikanischer Musiker und Schriftsteller. Bekannt wurde er als Organist der Rockgruppe The Doors.

## Leben

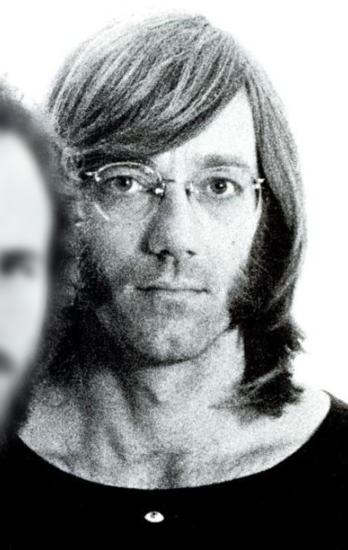
Ray Manzarek (1971)

Manzarek wurde am 12. Februar 1939 in Chicago als Sohn einer polnischen Einwandererfamilie geboren, die seit zwei Generationen in den Vereinigten Staaten lebte. Schon früh begann er mit klassischen Klavierstunden – wohl eher im Kontext einer bürgerlichen Erziehung – und seine Begabung bildete sich langsam heraus.
Nach seinem College-Abschluss 1960 beschloss Manzarek, an der University of California in Los Angeles zu studieren, wo er Jim Morrison kennenlernte. Die aufstrebenden Intellektuellen schlossen schnell Freundschaft, Morrison bewohnte einige Zeit mit Ray und dessen Freundin Dorothy dieselbe Wohnung. Manzarek machte in dieser Zeit erste ausgiebige Drogenerfahrungen: Vornehmlich konsumierte er Marihuana, allerdings auch das aufkommende LSD.
Nach dem Tod Morrisons und der Auflösung der Band versuchte auch Ray Manzarek sich als Solo-Interpret zu verwirklichen, hatte allerdings keinen großen Erfolg. Erwähnen ließe sich beispielsweise das Album The Golden Scarab (1974), seine Zusammenarbeit mit Nite City oder die elektronische Adaption der Carmina Burana (1983).
Im Jahr 2002 gründete Manzarek zusammen mit Robby Krieger, Ty Dennis und dem Frontmann der Band The Cult, Ian Astbury, die Band The Doors of the 21st Century, die sich nach einem abermaligen Rechtsstreit mit John Densmore und den Eltern von Jim Morrison im Jahr 2005 Riders on the Storm nannte. Zuletzt traten Manzarek und Krieger als Ray Manzarek and Robby Krieger of The Doors auf.
Aufgrund eines Gallengangskarzinoms ließ sich Manzarek in der St.-Georg-Klinik in Bad Aibling behandeln. Angesichts seines schlechten Zustands wurde er in eine Klinik in Rosenheim verlegt, wo er am 20. Mai 2013 im Alter von 74 Jahren an den Folgen seiner Krankheit starb.

## Diskografie
Veröffentlichungen mit den Doors
- Siehe Hauptartikel The Doors

Solo-Alben
- 1974: The Golden Scarab

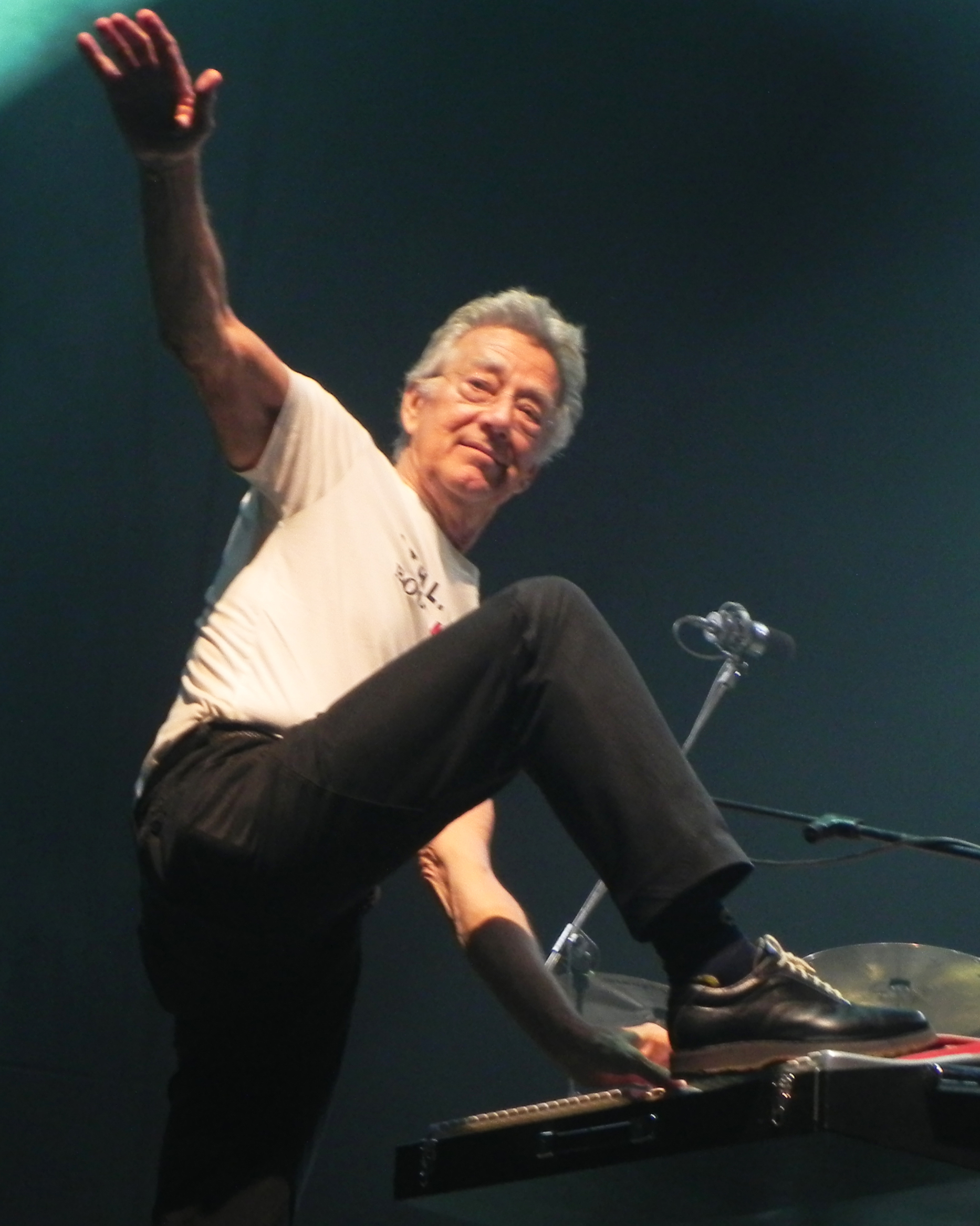
Manzarek 2012 live in Mailand

- 1974: The Whole Thing Started with Rock and Roll and Now It’s Out of Control
- 1983: Carmina Burana

Veröffentlichungen mit Nite City
- 1976: Nite City
- 1978: Golden Days and Diamond Nights

Kollaborationen (Auswahl)
- 1980: Los Angeles (mit X; auch Produktion)
- 1982: Versions (mit Robby Krieger)
- 1993: Beat Existentialist (mit Darryl Read)
- 1993: Love Lion (mit Michael McClure)
- 1994: Revelation Blues (mit Scott Richardson)
- 1999: Freshly Dug (mit Darryl Read)
- 2001: There’s a Word! (mit Michael McClure)
- 2004: The Paul & Georgia Album (mit Paul & Georgia Ferrara)
- 2006: Atonal Head (mit Bal)
- 2006: Love Her Madly (Soundtrack)
- 2007: Bleeding Paradise (mit Darryl Read)
- 2008: Ballads Before the Rain (mit Roy Rogers)
- 2011: Translucent Blues (mit Roy Rogers)
- 2011: The Piano Poems: Live From San Francisco (mit Michael McClure)
- 2013: Twisted Tales (mit Roy Rogers)

Veröffentlichungen mit Riders on the Storm
- Siehe Hauptartikel Riders on the Storm

## Schriften
- Ray Manzarek: Die Doors, Jim Morrison und ich. Hannibal Verlag, Wien 1999, ISBN 978-3-85445-165-5 (Originalausgabe: Light My Fire)
- Ray Manzarek: The Poet in Exile. Thunder’s Mouth Press, USA 2001, ISBN 1-56025-359-2
Fiktive Geschichte um Jim Morrison